# Isla El Pescador
Isla El Pescador är en ö i Mexiko.   Den ligger i delstaten Baja California, i den nordvästra delen av landet, 1 800 km nordväst om huvudstaden Mexico City.
Terrängen på Isla El Pescador är varierad.  Omgivningarna runt Isla El Pescador är i huvudsak ett öppet busklandskap.